# Toana thioptera
Toana thioptera là một loài bướm đêm trong họ Noctuidae.